# Paweł Nikodem
Paweł Nikodem (ur. 1878 w Gródku, zm. 1954 w Ustroniu) – pastor, senior Kościoła Ewangelicko-Augsburskiego, proboszcz parafii ewangelicko-augsburskiej w Ustroniu, redaktor i wydawca prasy kościelnej, więzień niemieckich obozów koncentracyjnych.

## Życiorys
Syn Pawła i Anny z Byrtków. Ukończył Szkołę ludową w Jabłonkowie, a po kilkuletniej przerwie rozpoczął naukę w gimnazjum cieszyńskim, gdzie należał do tajnego stowarzyszenia „Jedność". Egzamin dojrzałości złożył w 1901 r., po czym odbył jednoroczną służbę wojskową na Morawach.  W latach 1902–1906 studiował prawo i teologię na uniwersytecie w Wiedniu. Po otrzymaniu licencjatu z prawa i złożeniu pierwszego egzaminu teologicznego wyjechał do Lipska, gdzie w 1906 r. złożył egzamin II stopnia teologii ewangelickiej i został powołany na wikarego w parafii ewangelickiej w Ustroniu, a od 1909 na jej proboszcza. Funkcję tę pełnił do śmierci.
W latach 1923–1939 należał do Towarzystwa Miłośników Ustronia, w którym w 1926 roku pełnił funkcję członka Zarządu. W łatach 1927-28 stał na czele zarządu Związku Polskiej Młodzieży Ewangelickiej. W 1928 r. zbudował Dom Zborowy „Prażakówka"  i Dom Sierot w Ustroniu oraz Kasę Emerytalną dla niezdolnych do pracy pastorów w Wiśle.
W latach 1919–1932 był członkiem zespołu redakcyjnego czasopisma „Poseł Ewangelicki", a w latach 1933–1937 jego wydawcą i okresowo redaktorem. Publikował liczne artykuły, przemówienia i kazania. W latach 1919–1939 na probostwie ustrońskim mieściła się redakcja „Kalendarza Ewangelickiego", z którą współpracował.
W 1939 roku został aresztowany, a następnie więziony w obozach koncentracyjnych w Dachau i Mauthausen-Gusen (do 1942).
Został pochowany w Ustroniu.